# Wilhelm Windelband
Wilhelm Windelband (Potsdam, 11 de maio de 1848 – Heidelberg, 22 de outubro de 1915) foi um filósofo alemão, um dos principais expoentes da Escola de Baden.

## Biografia
Nascido em Potsdam, é principalmente reconhecido pelos termos nomotético e idiográfico, que introduziu. São utilizados em psicologia e em outras áreas, apesar de não necessariamente em linha com o seu significado original.
Windelband foi um neokantiano que protestou outros neokantianos do seu tempo e que mantinha que "para perceber Kant da maneira correcta significa ir para além dele". Contra os seus contemporâneos positivistas, Windelband argumentou que a filosofia deveria se envolver em diálogo humanístico com as ciências naturais em vez de se apropriar de maneira não crítica das suas metodologias. Se opôs ao princípio da universalidade do modelo de ciência, principalmente a ideia de submissão de fenômenos às ditas "leis gerais", e nesse sentido, introduziu os conceitos de ciências nomotéticas, (generalizantes) e ciências idiográficas (individualizantes), propondo então uma distinção em relação aos métodos envolvidos nos estudos das respectivas áreas do conhecimento.
Os seus interesse nas ciências culturais e psicológicas representam uma oposição às escolas do psicologismo e historicismo.
Windelband confiou o seu esforço para atingir além de Kant em filósofos como Hegel, Herbart e Lotze. Próximo de Windelband era Heinrich Rickert. Os discípulos de Windelband não eram apenas notórios filósofos, mas sociólogos como Max Weber e teólogos como Ernst Troeltsch e Albert Schweitzer.

## Obras

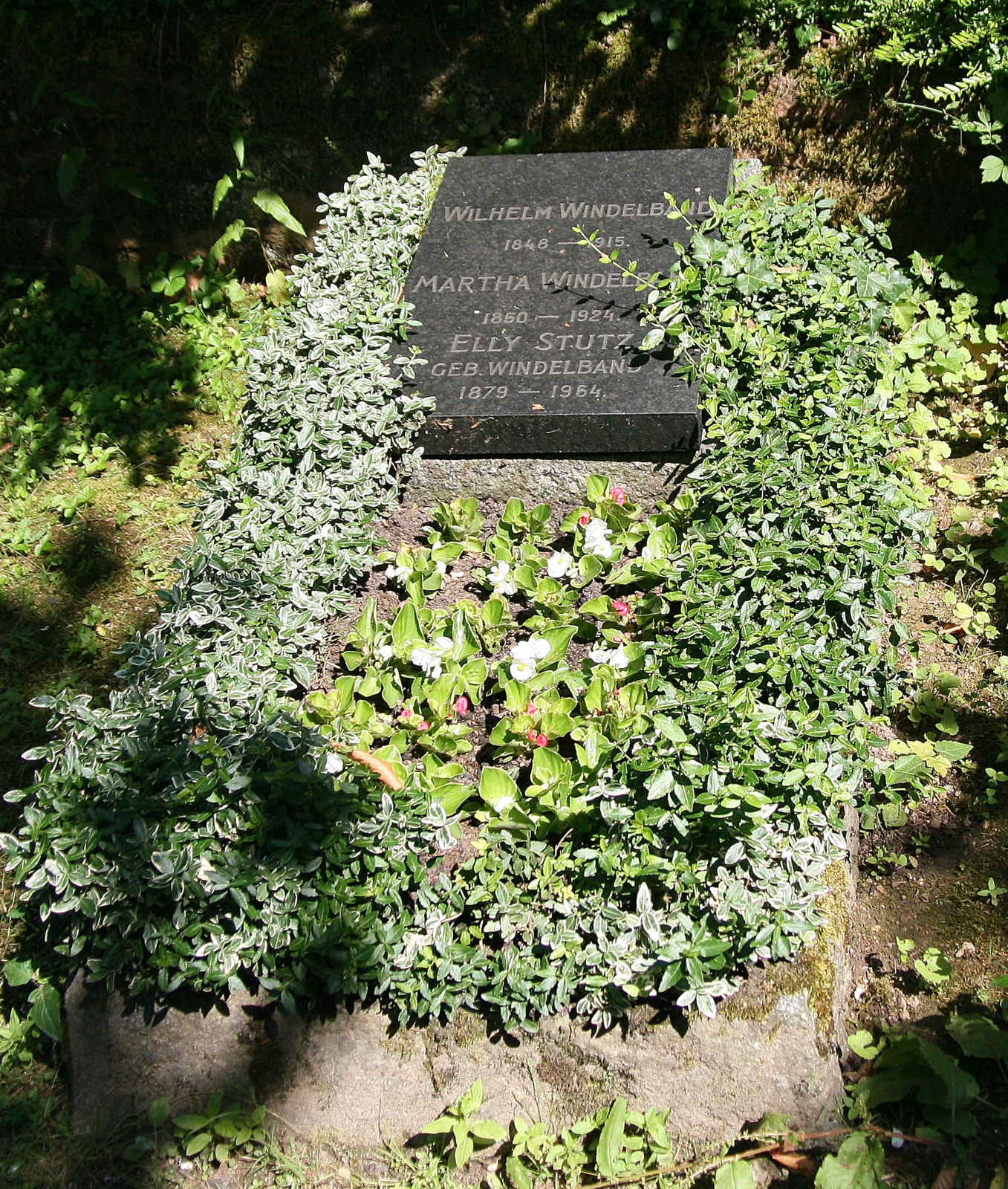
Sepultura no Bergfriedhof em Heidelberg

### Originais em alemão
- Präludien, Freiburg/Breisgau 1884 u.ö.
- Geschichte der alten Philosophie, Handbuch der klassischen Altertumswissenschaft, Nördlingen 1888, zuletzt 4. Auflage als Geschichte der abendländischen Philosophie im Altertum. Handbuch der Altertumswissenschaft V.1.1, C.H. Beck, München 1923, davon Nachdruck 1963.
- Geschichte und Naturwissenschaft, Straßburg 1894
- Über Willensfreiheit, Tübingen 1904
- Die Philosophie im deutschen Geistesleben des XIX. Jahrhunderts, Tübingen 1909
- Über Gleichheit und Identität, Heidelberg 1910
- Die Prinzipien der Logik, Tübingen 1912
- Geschichtsphilosophie. Eine Kriegsvorlesung., Kant-Studien (Ergänzungsheft 38), Berlim 1916
- Einleitung in die Philosophie, Tübingen 1914
- Ueber die verschiedenen Phasen der Kantischen Lehre vom Ding-an-sich, Online

### Em inglês
- History Of Ancient Philosophy (1899)
- History of Philosophy (1901) (2 volumes)
- An Introduction to Philosophy (1895)
- Theories in Logic